# Estadio Alfredo Ramos
El Estadio Alfredo Ramos es un recinto deportivo propiedad del Club Comunicaciones, ubicado en la ciudad de Buenos Aires, Argentina. Inaugurado el 29 de septiembre de 1962, se sitúa en la avenida San Martín 5125, en el barrio de Agronomía. 
Lleva su nombre en homenaje a quien fue presidente del Club Comunicaciones durante 14 años: Alfredo Ramos.
Consta con capacidad para 3500 espectadores sentados.
El ingreso del público local es por la calle Tinogasta s/n (frente a la calle Cortázar).
El acceso al público visitante está en la intersección de la Avenida Francisco Beiró con las vías del Ferrocarril Urquiza.

## Formas de llegar en medios de transporte público
En ferrocarril: Ferrocarril San Martín (LSM), Estación Villa del Parque.
Ferrocarril Urquiza (Metrovías), Estación Francisco Beiró.
En colectivo (bus): Líneas: 24 47 78 80 84 87 105 108 110 123 124 134 146 176
- Datos: Q4119280